# Corn Island
Corn Island (originalment en georgià: სიმინდის კუნძული) és una pel·lícula dramàtica georgiana del 2014, dirigida per Guíorgui Ovàixvili, després d'un estiu sencer durant el qual un avi i una neta intenten collir blat de moro conreat al cim d'una illa de llim al riu Enguri enmig de les tensions que impliquen conflictes militars, diferències ètniques i el despertar sexual de la neta. Gravada tant en georgià com en abkhaz, s'ha subtitulat també en català.

## Sinopsi
Un vell granger d'Abkhàzia s'instal·la amb la seva neta adolescent en una illa enmig del riu Enguri. Viuen en una cabana i sembren blat de moro. El temps va passant i la noia creix.

## Repartiment
- İlyas Salman com a vell
- Mariam Buturishvili com a noia

## Producció
La pel·lícula es va rodar durant setanta dies d'abril a maig i de setembre a novembre de 2013.
Mariam Buturishvili va dir que la dificultat més gran per a ella durant el rodatge va ser l'escena on es banyava al riu nua.

## Premis i reconeixements
La pel·lícula es va estrenar per primera vegada al 49è Festival Internacional de Cinema de Karlovy Vary el juliol de 2014, on va guanyar el Globus de Cristall, així com el Premi del Jurat Ecumènic.
També va ser seleccionada com a entrada georgiana per ser considerada com la millor pel·lícula de parla no anglesa als 87ns Premis Oscar, i va entrar a la llista del gener.